# (1498) Lahti
(1498) Lahti est un astéroïde évoluant dans la ceinture principale, découvert le 16 septembre 1938 par l'astronome finlandais Yrjö Väisälä depuis Turku. 
Il est nommé d'après la ville de Lahti, qui est la septième plus grande ville du pays, on peut aussi voir d'autre exemple d'astéroïdes découverts par Väisälä portant des noms de ville comme, (1500) Jyväskylä, (1499) Pori, (1497) Tampere, (1496) Turku, (1495) Helsinki ou (1494) Savo.